# Museu de Zoologia de Istambul
O Museu de Zoologia da Universidade de Istambul, também é conhecido como Museu de Zoologia de Istambul, está localizado no Campus Vezneciler da Universidade de Istambul, em Istambul. O museu foi fundado em 1933 e reaberto em 1989. Especialista em história natural, com coleções de animais. É propriedade do departamento de biologia da faculdade de ciências. 
O museu consiste em pinturas, exemplos de peles, esqueletos e vários espécimes de pássaros, mamíferos, artrópodes e outras espécies da Turquia.

## História
O museu foi construído pelo cientista suíço, André Neville, em 1933, que foi nomeado chefe do Departamento de biologia da faculdade. Os primeiros objetos de animais colocados e inaugurados no museu são provenientes da Alemanha, que antes eram colocados em pequenas salas no departamento da faculdade. Após a morte do cientista, o zoologista Curt Kosswig assumiu o departamento e continuou a coletar diferentes espécies que constituiam ali na fauna da Anatólia (região onde está o país). Diferente tipos de mamíferos, passaros, répteis, anfíbios, peixes e vários invertebrados foram colocados em amostra para contribuir.
Após uma demolição e reestruturação, os itens retornaram ao museu, em 1989, e foi reaberto ao público.

## Exposições
O museu cobre uma área de 120 metros quadrados. É composto por duas seções de exposições e coleções. As seções de exposição são abertas ao público, enquanto as coleções apenas para investigação científica. 
Há cerca de 2000 animais na coleção em exposição, além de espécies exóticas de outras regiões mundiais. 
Dentro destas exposições há algumas iguarias, como o leão dado ao presidente Celal Bayar, em 1950, quando visitou o Paquistão, e um cordeiro de seis pernas.
O museu é aberto de segunda a quarta feira e é necessário marcação pelas instituições.